# Vincent Castellanos
Vincent Castellanos (ur. 7 lutego 1962 roku) – amerykański aktor. 

## Wybrana filmografia

### Filmy kinowe
- 2004: Serce kamienia (Fascination) jako prokurator dystryktu
- 2004: Eulogy jako aktor
- 2002: Mistrz kamuflażu (The Master of Disguise) jako handlarz sztuki
- 2002: Król ulicy (King Rikki) jako Palacios
- 2001: Mulholland Drive (Mulholland Dr.) jako Ed
- 2001: Amy's Orgasm jako Hans
- 2001: Pokój 101 (Room 101) jako Bill
- 2000: Zagubiony w Pershing Point Hotel (Lost in the Pershing Point Hotel) jako Toothpick Jorge
- 2000: Główny podejrzany (Primary Suspect) jako Reuben
- 1999: K-911 jako Harry Stripe
- 1999: Ostatni szeryf (The Last Marshal) jako Torres
- 1997: Anakonda (Anaconda) jako Mateo
- 1996: Kruk 2: Miasto Aniołów (The Crow: City of Angels) jako Spider Monkey

### Filmy TV
- 2000: Disciples (The Disciples) jako Felix
- 1996: Na siódmej ulicy (On Seventh Avenue) jako Tito

### Seriale TV
- 2002: Sześć stóp pod ziemią (Six Feet Under) jako Piękny Parlor Owner
- 2001: Nowojorscy gliniarze (NYPD Blue) jako Fabiola
- 2000: Nowojorscy gliniarze (NYPD Blue) jako Vic Torres
- 1999: Siedmiu wspaniałych (The Magnificent Seven) jako Eli Joe
- 1998: Strażnik (The Sentinel) jako Dennis Murphy